# Watts Writers Workshop
Der Watts Writers Workshop war eine Vereinigung, die das literarische Schreiben fördern wollte. Gegründet wurde er 1965 von dem Drehbuchautor Budd Schulberg und dem Schauspieler Yaphet Kotto als Reaktion auf die verheerende Unruhen im Viertel Watts in South Central Los Angeles. Die Vereinigung bestand vor allem aus jungen afro-amerikanischen Autoren aus Los Angeles. Gefördert wurde sie einige Jahre lang aus Mitteln der Rockefeller Foundation. Aus später veröffentlichten Akten der US-amerikanischen Regierung geht hervor, dass der Workshop über lange Zeit vom FBI überwacht wurde. Bekannte Schriftsteller, die im Watts Writers Workshop aktiv waren, sind u. a. Quincy Troupe, Stanley Crouch, Herbert Simmons und die Gruppe Watts Prophets. Der Workshop förderte die literarische Entwicklung von Kamau Daáood.